# Gaetano Scirea
Gaetano „Gai“ Scirea [ɡa.eˈtaːno ʃiˈreːa] (* 25. Mai 1953 in Cernusco sul Naviglio; † 3. September 1989 in Babsk, Polen) war ein italienischer Fußballspieler.
Er gilt, zusammen mit Franz Beckenbauer und Franco Baresi, als einer der besten Spieler auf der Position des Liberos in der Geschichte des Fußballs.

## Karriere
Scirea begann seine Profikarriere als Mittelfeldspieler beim damaligen Serie-A-Verein Atalanta Bergamo im Jahre 1972. Bereits in seiner ersten Saison musste er allerdings einen Abstieg hinnehmen und spielte seine zweite Saison als Profi in der Serie B. Im Sommer 1974 wechselte er, auf Drängen von Giampiero Boniperti, zu Juventus Turin. Hier wurde er schnell zum unangefochtenen Rückhalt der Turiner Abwehr für das folgende Jahrzehnt und löste den langjährigen Libero von Juventus Sandro Salvadore auf der Position des Liberos ab. Salvadore hatte seine Laufbahn 1974 gerade beendet. Als Spieler, dem man nachsagte, das Spiel „lesen“ zu können, koordinierte er mit Bedacht die Turiner Abwehr: während seiner gesamten Karriere wurde er nicht einmal des Feldes verwiesen. Dies brachte ihm viel Respekt, auch von seinen Gegenspielern ein. Er gilt als einer der komplettesten Verteidiger in der Geschichte des Fußballs.
Auch in der italienischen Nationalmannschaft konnte Scirea große Erfolge feiern. Er war Teil der Mannschaft, die 1982 in Spanien unter Enzo Bearzot den Titel errang und brachte es insgesamt auf 78 Spiele mit der Nationalmannschaft in seiner Karriere – 18 davon bei Weltmeisterschaften. Bei der WM '86 war er Kapitän der Nationalmannschaft.
Noch heute hält er Serie-A- und Vereinsrekorde. Mit 552 bestrittenen Partien (377 davon in der Serie A) ist er nach Alessandro Del Piero Rekordspieler von Juventus. Insgesamt siebenmal wurde er Meister, darunter auch zum prestigeträchtigen 20. Mal 1981/82.
Nach der Fußball-Weltmeisterschaft 1986 in Mexiko entschied er sich 1987, im Alter von 34 Jahren, zum Rücktritt vom aktiven Fußball und übernahm in der Folgesaison auf Wunsch seines langjährigen Freundes Dino Zoff das Amt des Co-Trainers bei Juventus.

## Tod
Am 3. September 1989 kam Gaetano Scirea bei einem Autounfall in Polen ums Leben. Er befand sich, zusammen mit einem einheimischen Fahrer, mit einem Polski Fiat 125p auf dem Weg von Warschau nach Kattowitz, um den nächsten Gegner von Juventus Turin im UEFA-Pokal, Górnik Zabrze, zu beobachten. Aufgrund der damals instabilen politischen Lage im Land hatte der Fahrer einige Reservekanister mit an Bord. Nach einem Zusammenprall mit einem LKW fing der Wagen und mit ihm die Benzinkanister Feuer und brannte aus. Scirea und sein Fahrer, die im Auto eingeklemmt waren, verbrannten.
Nach Gaetano Scireas Tod wurden viele Jugendturniere und Fair-Play-Preise nach ihm benannt. Als im selben Jahr in Turin das Stadio delle Alpi eingeweiht wurde, wurde dessen Südkurve – jene, in der damals die fanatischen Ultràs von Juventus positioniert waren – nach Scirea benannt (curva Scirea).

## Erfolge
- Weltmeister: 1982
- Italienische Meisterschaft: 1974/75, 1976/77, 1977/78, 1980/81, 1981/82, 1983/84 (Kapitän), 1985/86 (Kapitän)
- Coppa Italia: 1978/79, 1982/83 (Kapitän)
- Weltpokalsieger: 1985
- Europapokal der Landesmeister: 1984/85 (Kapitän)
- UEFA Super Cup 1984 (Kapitän)
- Europapokal der Pokalsieger: 1983/84 (Kapitän)
- UEFA-Pokal: 1976/77